# Дуган, Дерек
Александер Дерек Дуган (англ. Alexander Derek Dougan; 20 января 1938, Белфаст, Северная Ирландия — 24 июня 2007, Вулвергемптон, Англия) — североирландский футболист, играл на позиции нападающего. По завершении карьеры игрока — футбольный функционер, возглавлял Профессиональную футбольную ассоциацию с 1970 по 1978 год.
Выступал, в частности, за клуб «Вулверхэмптон Уондерерс», а также национальную сборную Северной Ирландии. Обладатель Кубка Футбольной лиги.

## Клубная карьера
Во взрослом футболе дебютировал в 1955 году выступлениями за команду клуба «Лисберн Дистиллери», в которой провел два сезона, приняв участие в 76 матчах чемпионата.
Впоследствии с 1957 по 1967 год играл в составе команд клубов «Портсмут», «Блэкберн Роверс», «Астон Вилла», «Питерборо Юнайтед», «Лестер Сити» и «Лос-Анджелес Вулвс».
Своей игрой за команду «Лестер Сити» привлек внимание представителей тренерского штаба клуба «Вулверхэмптон», к составу которого присоединился в 1967 году. Сыграл за клуб из Вулвергемптона следующие восемь сезонов своей игровой карьеры. Большинство времени, проведенного в составе клуба, был основным игроком атакующего звена команды. В составе «Вулверхемптона» был одним из главных бомбардиров команды, имея среднюю результативность на уровне 0,37 гола за игру первенства.
Завершил профессиональную игровую карьеру в клубе «Кеттеринг Таун», за команду которого выступал в течение 1975—1976 годов.

## Выступления за сборную
В 1958 году дебютировал в официальных матчах в составе национальной сборной Северной Ирландии. В течение карьеры в национальной команде, которая длилась 16 лет, провел в форме главной команды страны 43 матча, забив 8 голов.
В составе сборной был участником чемпионата мира 1958 года в Швеции.

### Статистика матчей в составе национальной сборной
| Сборная Северной Ирландии по футболу | Сборная Северной Ирландии по футболу | Сборная Северной Ирландии по футболу |
| Год                                  | Матчей                               | Голы                                 |
| ------------------------------------ | ------------------------------------ | ------------------------------------ |
| 1958                                 | 1                                    | 0                                    |
| 1959                                 | 1                                    | 0                                    |
| 1960                                 | 1                                    | 0                                    |
| 1961                                 | 3                                    | 2                                    |
| 1962                                 | 3                                    | 1                                    |
| 1965                                 | 3                                    | 1                                    |
| 1966                                 | 5                                    | 0                                    |
| 1967                                 | 2                                    | 0                                    |
| 1968                                 | 4                                    | 2                                    |
| 1969                                 | 5                                    | 0                                    |
| 1970                                 | 3                                    | 0                                    |
| 1971                                 | 7                                    | 2                                    |
| 1972                                 | 4                                    | 0                                    |
| 1973                                 | 1                                    | 0                                    |
| Всего                                | 43                                   | 8                                    |

## Достижения
- Обладатель Кубка Северной Ирландии по футболу:

«Лисберн Дистиллери»: 1956
- Обладатель Кубка Футбольной лиги:

«Вулверхэмптон Уондерерз»: 1973—1974
- Победитель Североамериканской футбольной лиги:

«Канзас-Сити Сперс»: 1969

## Ссылка
- Профиль на сайте National Football Teams (англ.)